# ادوارد فری
ادوارد فری (انگلیسی: Edward Ferry؛ ۱۸ ژوئن ۱۹۴۱ - ۱۸ سپتامبر ۲۰۲۳) قایقران روئینگ اهل ایالات متحده آمریکا بود.
وی در مسابقات کشوری و بین‌المللی در مجموع برندهٔ ۱ مدال طلا شده‌ بود.